# Indien i olympiska vinterspelen 1988
Indien deltog med 3 deltagare vid de olympiska vinterspelen 1988 i Calgary. Ingen av landets deltagare erövrade någon medalj.